# Infineon
Infineon Technologies este o companie germană din IT, unul dintre cei mai mari producători de semiconductoare, și o fostă subsidiară a Siemens AG. Infineon Technologies este listată pe Frankfurt Stock Exchange.
Număr de angajați în 2005: 36.000

## Infineon în România
Compania este prezentă și în România, unde deține un centru de dezvoltare în București, Iași și Brașov.
Număr de angajați:
- 2008: 160[6]
- 2005: 50[6]